# Mallerenga emplomallada bicolor
La mallerenga emplomallada bicolor (Baeolophus bicolor) és una espècie d'ocell de la família dels pàrids (Paridae) que habita boscos, matolls i ciutats, de la meitat oriental dels Estats Units. La mallerenga de cresta negra, que es troba des del centre i el sud de Texas i cap al sud, es va incloure com a subespècie però ara es considera una espècie separada, Baeolophus atricristatus.

## Taxonomia
El nom del gènere Baeolophus es tradueix per "cresta petita" i és un compost de les paraules gregues antigues βαιός: «baiós» —petit i λόφος: «lόphοs»—cresta. El nom de l'espècie bicolor significa de dos colors.

## Descripció
Mides:
Longitud: 14-16 cm
Pes: 17-26 g
Envergadura: 20-26 cm
Aquests petits ocells tenen el front blanc i la part superior del cos gris perfilada amb els flancs de color rovell. Altres característiques inclouen el front negre i el plomall gris. En els joves, el front negre està molt disminuït, de manera que es poden confondre amb la mallerenga emplomallada dels roures (tot i que els seus rangs no es superposen). Els mascles solen ser més grossos que les femelles.
El cant es descriu normalment com un xiulat "pere-pere-pere", encara que pot variar d'aproximadament 20 maneres notables.

## Distribució i hàbitat
L'hàbitat natural són els boscos caducifolis i mixtos, així com jardins, parcs i zones d'arbustos, el seu rang s'estén a l'est dels Estats Units i al sud-est del Canadà a la regió dels grans llacs. És resident permanent a l'àrea de les grans Planes, els grans Llacs, el Golf de Mèxic i l'oceà Atlàntic. L'espècie s'està expandint cap al nord, possiblement a causa d'una major disponibilitat d'aliment durant l'hivern per les menjadores per a ocells.

## Comportament i ecologia

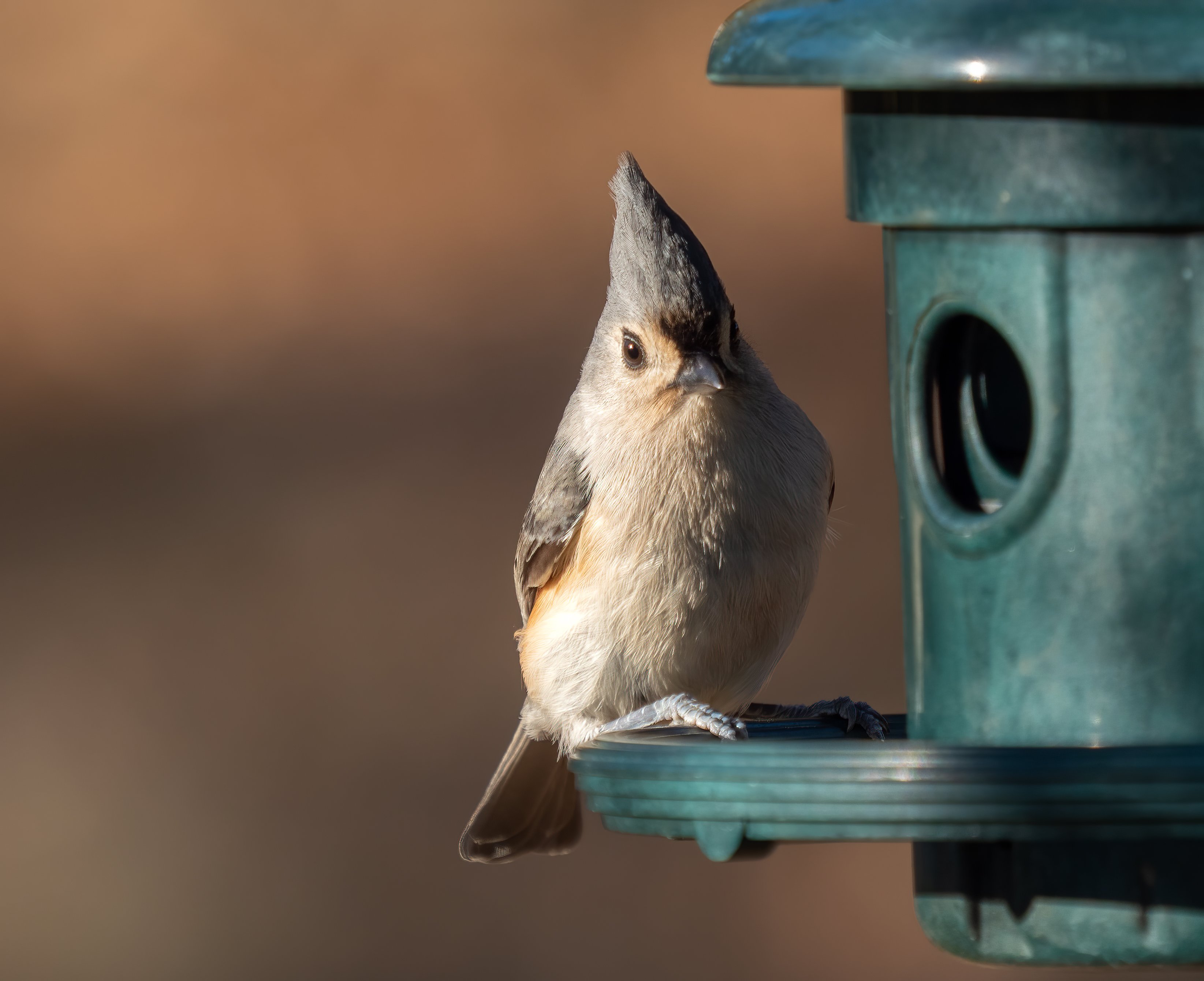
Mallerenga emplomallada bicolor en una menjadora.

Aquesta mallerenga agafa aliments del terra i de les branques dels arbres, consumint freqüentment una varietat de baies, fruita seca, llavors, petits fruits, insectes i altres invertebrats. Les erugues constitueixen una part important de la dieta durant l'estiu. Aquesta espècie també és un visitant habitual de les menjadores d'ocells. El seu patró normal és buscar un alimentador des d'un lloc segur, volar per agafar una llavor, després volar de tornada al refugi per consumir-ne el bocí, encara que també és molt comú l'emmagatzematge.
La mallerenga pot demostrar curiositat pel que fa als humans i, de vegades, es posa a la vora d'una finestra i sembla que mira dins de la casa. També pot aferrar-se a les finestres i parets dels edificis buscant preses als nius de vespes.
Els pàrids són molt vocals i responen als sons d'alerta d'altres ocells. Aquesta espècie forma fàcilment estols petits, coneguts com a comparses o bandolers, que sovint s'associen amb els carboners i altres passeriformes quan s'alimenten.

## Cria
La mallerenga emplomallada bicolor nia en forats d'arbres, ja sigui una cavitat natural, una caixa niu feta per l'home o, de vegades, un vell niu de picot. Alineen el niu amb materials tous, de vegades arrencant pèls d'un animal viu com un gos. Si troben escates de pell de serp, poden incorporar peces al niu. Els ous mesuren menys de 2,5 centímetres de llarg i són blancs o de color crema amb taques marronoses o violetes. Els ous tenen un període d'incubació de 12-14 dies; Aleshores, les mallerengues romandran cries durant 15-16 dies.
L'esperança de vida és d'aproximadament 2,1 anys, encara que pot viure més de deu anys. De mitjana, aquests ocells tindran una de posta de cinc a set ous. A diferència de molts ocells, la descendència de les mallerengues es quedarà sovint amb els seus pares durant l'hivern i fins i tot després del primer any de vida. De vegades, un ocell nascut l'any anterior ajudarà els pares a criar les cries de l'any següent.
La mallerenga emplomallada bicolor s'hibridarà ocasionalment amb la mallerenga emplomallada crestanegra; el rang d'hibridació és molt estret, però, a causa de les diferències genètiques.

## Estat
Des del 1966 fins al 2015, la població de mallerengues ha augmentat més d'un 1,5% anual al nord-est dels Estats Units S'estima que la població reproductora actual és d'aproximadament 8 milions d'individus.